# Realme C12
realme C12 — смартфон початкового сегмента, розроблений realme, особливістю якого стала велика батарея на 6000 мА·год. Був представлений в Індонезії 14 серпня 2020 року.

## Дизайн
Екран виконаний зі скла. Корпус виконаний з матового пластику.
Знизу знаходяться роз'єм microUSB, динамік, 2 мікрофони та 3.5 мм аудіороз'єм. З лівого боку смартфона розташований слот під 2 SIM-картки і карту пам'яті формату MicroSD до 256 ГБ. З правого боку розміщені кнопки регулювання гучності та кнопка блокування смартфону. Сканер відбитків пальців знаходиться на задній панелі.
realme C12 продається в 3 кольорах: Marine Blue (синій), Coral Red (червоний) та сріблястий.

## Технічні характеристики

### Платформа
Смартфони отримали процесор MediaTek Helio G35 та графічний процесор PowerVR GE8320.

### Батарея
Батарея отримала об'єм 6000 мА·год.

### Камера
Смартфон отримав основну потрійну камеру 12 Мп, f/2.2 (ширококутний) + 2 Мп, f/2.4 (чорно-білий) + 2 Мп, f/2.4 (макро) з фазовим автофокусом та здатністю запису відео в роздільній здатності 1080p@30fps. Фронтальна камера отримала роздільність 5 Мп, світлосилу f/2.0 (ширококутний) та здатність запису відео у роздільній здатності 1080p@30fps.

### Екран
Екран IPS LCD, 6.5", HD+ (1560 × 720) зі співвідношенням сторін 19.5:9, щільністю пікселів 264 ppi та краплеподібним вирізом під фронтальну камеру.

### Пам'ять
Смартфон продається в комплектації 3/32 ГБ.

### Програмне забезпечення
Смартфон був випущений на realme UI 1 на базі Android 10. Був оновлений до realme UI 2 на базі Android 11.